# Arroyo Seco
Arroyo Seco is een plaats in het Argentijnse bestuurlijke gebied  Rosario in de provincie Santa Fe. De plaats telt 20.008 inwoners.

## Geboren in Arroyo Seco
- Ricardo Giusti (1956), voetballer